# Хуапін
26°37′50″ пн. ш. 101°15′56″ сх. д. / 26.6305° пн. ш. 101.26551° сх. д.
Хуапін (кит. 华坪县, пін. Huápíng Xiàn) — один із повітів КНР у складі префектури Ліцзян, провінція Юньнань. Адміністративний центр — містечко Чжунсінь.

## Географія
Хуапін лежить у горах Гендуаншань. Південним кордоном повіту слугує річка Цзіньша.

### Клімат
Повіт знаходиться у зоні, котра характеризується вологим субтропічним кліматом. Найтепліший місяць — червень із середньою температурою 25 °C. Найхолодніший місяць — грудень, із середньою температурою 11,5 °С.
| Клімат повіту Хуапін    | Клімат повіту Хуапін | Клімат повіту Хуапін | Клімат повіту Хуапін | Клімат повіту Хуапін | Клімат повіту Хуапін | Клімат повіту Хуапін | Клімат повіту Хуапін | Клімат повіту Хуапін | Клімат повіту Хуапін | Клімат повіту Хуапін | Клімат повіту Хуапін | Клімат повіту Хуапін | Клімат повіту Хуапін |
| Показник                | Січ.                 | Лют.                 | Бер.                 | Квіт.                | Трав.                | Черв.                | Лип.                 | Серп.                | Вер.                 | Жовт.                | Лист.                | Груд.                | Рік                  |
| Середній максимум, °C   | 21,5                 | 24,7                 | 28,3                 | 31,1                 | 32,1                 | 31,3                 | 30                   | 29,6                 | 27,7                 | 26,1                 | 23,2                 | 20,7                 | 27,2                 |
| Середня температура, °C | 11,8                 | 15,3                 | 19,5                 | 22,9                 | 24,8                 | 25                   | 24,3                 | 23,6                 | 21,8                 | 19,5                 | 15,1                 | 11,5                 | 19,6                 |
| Середній мінімум, °C    | 4,5                  | 7,3                  | 11,7                 | 15,6                 | 18,6                 | 20,5                 | 20,6                 | 19,9                 | 18,4                 | 15,4                 | 9,9                  | 5,4                  | 14                   |
| Норма опадів, мм        | 4.6                  | 3.3                  | 6                    | 14.5                 | 58                   | 178.4                | 279.3                | 248.7                | 196.6                | 76.6                 | 17.3                 | 4.7                  | 1088                 |
| Вологість повітря, %    | 57                   | 44                   | 38                   | 39                   | 51                   | 68                   | 78                   | 79                   | 81                   | 77                   | 72                   | 68                   | 62.7                 |
| ----------------------- | -------------------- | -------------------- | -------------------- | -------------------- | -------------------- | -------------------- | -------------------- | -------------------- | -------------------- | -------------------- | -------------------- | -------------------- | -------------------- |
| Джерело: data.cma.cn    |                      |                      |                      |                      |                      |                      |                      |                      |                      |                      |                      |                      |                      |